# Río Sogamoso
Der Río Sogamoso ist ein rechter Nebenfluss des Río Magdalena, der durch das Departamento Santander im nördlichen Kolumbien fließt. Er hat eine Länge von ungefähr 116 (bzw. 137) km und ein Einzugsgebiet von ca. 1.119 km².
Der Sogamoso entsteht durch den Zusammenfluss von Río Suárez, seinem linken (westlichen), und Río Chicamocha, seinem rechten (östlichen) Quellfluss. Ca. 62 km unterhalb des Zusammenflusses (und ca. 75 km oberhalb der Mündung) liegt die Sogamoso-Talsperre. Die Hauptstadt von Santander, Bucaramanga, liegt ungefähr 20 km östlich der Talsperre.
Der Río Sogamoso mündet ungefähr zehn Kilometer nördlich der Stadt Barrancabermeja in den Río Magdalena.